# Franz Anton Hillebrandt

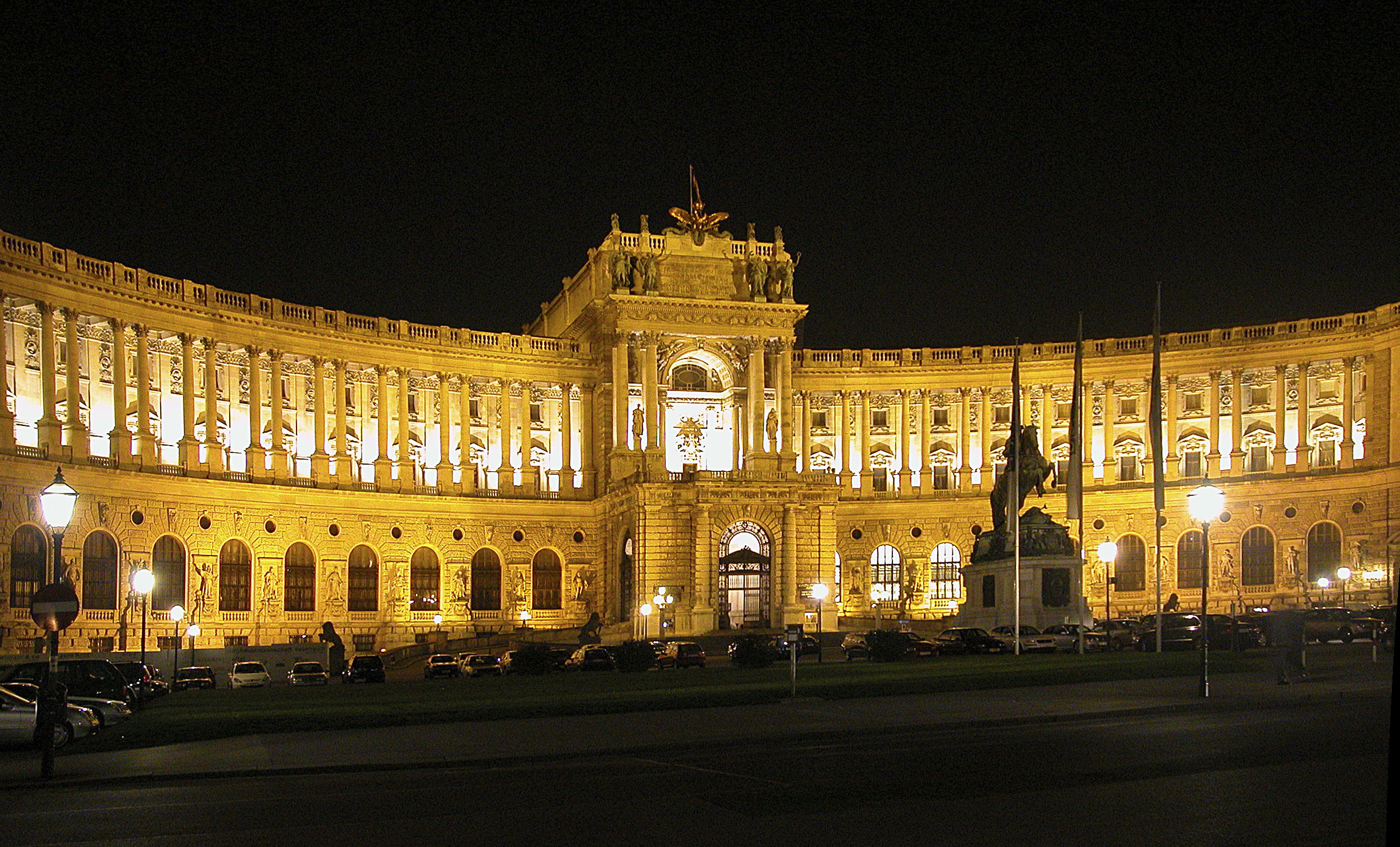
Vídeňský Hofburg – jeho přestavbu řídil Franz Anton Hillebrandt

Franz Anton Hillebrandt (také Hillebrand) (2. dubna 1719, Vídeň – 25. ledna 1797, Videň) byl rakouský stavitel, působící také na území někdejšího Uherska. Jeho kmotrem byl Anton Erhard Martinelli, známý vídeňský stavitel.

## Život
Používal také jméno Franz de Paula von Hillebrandt. Narodil se jako syn německého tesaře Wolfganga Hillebrandta, který emigroval z Horního Falcka do Vídně. Jako patnáctiletý jinoch se ucházel o přijetí na Akademii výtvarných umění ve Vídni, kam byl také 3. ledna 1734 přijat. Poté podnikl delší cestu po Nizozemsku a Německu.
V letech 1739–1740 pracoval u knížete Schönborna ve Würzburgu s předním barokním architektem Johannem Balthasarem Neumannomem, kde působil jako kreslič na stavbě. V roce 1742 budoval v Ravensburgu opevňovací stavby. Později, z pověření císařského stavitele Jeana Nicolase Jadota zaměřil vídeňský císařský zámek a zúčastnil se na projektu jeho stavby.
V Budaváru (Budín) přestavěl františkánský klášter na kurii a sídlo zemského sněmu. Mimo jiné vedl i výstavbu Budínského královského paláce. V době svého pobytu v Bratislavě navrhl a vybudoval vícero letních šlechtických sídel. V Oradei (Velkém Varadínu) dokončil v roce 1751 stavbu katedrály a budovy biskupského semináře.
Když v roce 1757 zemřel Johann Baptista Martinelli (pravděpodobně bratr Antona Erharda), architekt uherské královské komory, nastoupil koncem roku na jeho místo. Nedostal však žádný plat. Až oficiálním jmenováním vrchním královským architektem 29. října 1762, za zemřelého Nikolausa Pacassiho, byl jeho plat schválen. Zároveň převzal vedení Vídeňského dvorního stavebního úřadu a zodpovědnost za přestavbu vídeňského Hofburgu. Od roku 1757 až do své smrti v roce 1797 byl oprávněn rozhodovat o všech významných stavbách v Uhersku. Pod jeho vedením a dohledem vznikaly téměř všechny státní stavby v Uhersku.

## Stavby na Slovensku
První stavbou, na které podle historických dokumentů pracoval, byla přestavba Bratislavského hradu (1761–1768) pro nového uherského místodržitele Alberta Těšínského, zetě císařovny Marie Terezie. Podle Hillebrandtova projektu vybudovaly Tereziánum, přestavěno bylo k východní straně hradu (vyhořelo v roce 1811). V této budově, která byla prvním příkladem nastupujícího tereziánského klasicismu, byli uloženy bohaté grafické sbírky Alberta Těšínského (základ dnešní vídeňské Albertiny, jedné z nejvýznamnějších grafických sbírek v Evropě).
Další jeho stavbou byla erární sýpka v Bratislavě (1773), jež byla postavena na místě dnešní bratislavské Reduty. V roce 1769 vypracoval plány oratoria v šaštínském kostele, neboť s původním nebyla Marie Terezie spokojena (obdržel za to 4000 zlatých). Dále se podílel na přestavbě zámku v Holíči, letním arcibiskupském paláci na tehdejším předměstí Bratislavy (dnes sídlo Úřadu vlády SR), rozšíření a přestavbě budovy uherské královské komory v Michalské ulici. Nejvýznamnější stavbou je budova lékařské fakulty univerzity v Trnavě (1770–1773).
V letech 1761–1765 přestavěl původně renesanční letní arcibiskupský palác v Bratislavě na rozlehlé barokní sídlo.
Podle regulačního plánu Bratislavy začaly být po roce 1775 bourány městské hradby, které už ztratily svůj někdejší obranný význam, a na jejich místě vznikala nová předměstí. V Nitře na hradě byla vybudována podle jeho návrhů budova velkoproboštství.

## Jiné stavby
Vypracoval plány na výstavbu barokního paláce, kopii vídeňského Belvederu, a dále též dnešního muzea Ţării Crişurilor a baziliky v Oradei.
Přestavba zámků Halbturn a Schloss Hof (v Rakousku u slovenských hranic); Palác Rottal (nyní sídlo rakouské finanční prokuratury ve Vídni).
V Hillebrandtově tvorbě zřetelně vrcholí přechod od baroka ke klasicismu, spjatému výtvarně a svojí dekorativností se stylem nazvaným podle francouzského krále Ludvíka XVI.